# Комісаровська сільська рада
Коміса́ровська сільська рада (рос. Комиссаровский сельский совет) — сільське поселення у складі Октябрського району Оренбурзької області Росії.
Адміністративний центр — село Комісарово.

## Історія
Станом на 2002 рік до складу Комісаровської сільради входили села Комісарово та Портнов, хутори Максимовський та Новенький перебували у складі Уранбаської сільської ради. Пізніше село Портнов увійшло до складу Уранбаської сільради, а хутори Максимовський і Новенький відійшли до складу Комісаровської сільради.

## Населення
Населення — 374 особи (2019; 433 в 2010, 441 у 2002).

## Склад
До складу сільської ради входять:
| Населений пункт      | Населення, осіб (2002) | Населення, осіб (2010) |
| -------------------- | ---------------------- | ---------------------- |
| Комісарово, село     | 325                    | 303                    |
| Максимовський, хутір | 24                     | 8                      |
| Новенький, хутір     | 173                    | 122                    |